# クワガタモドキ

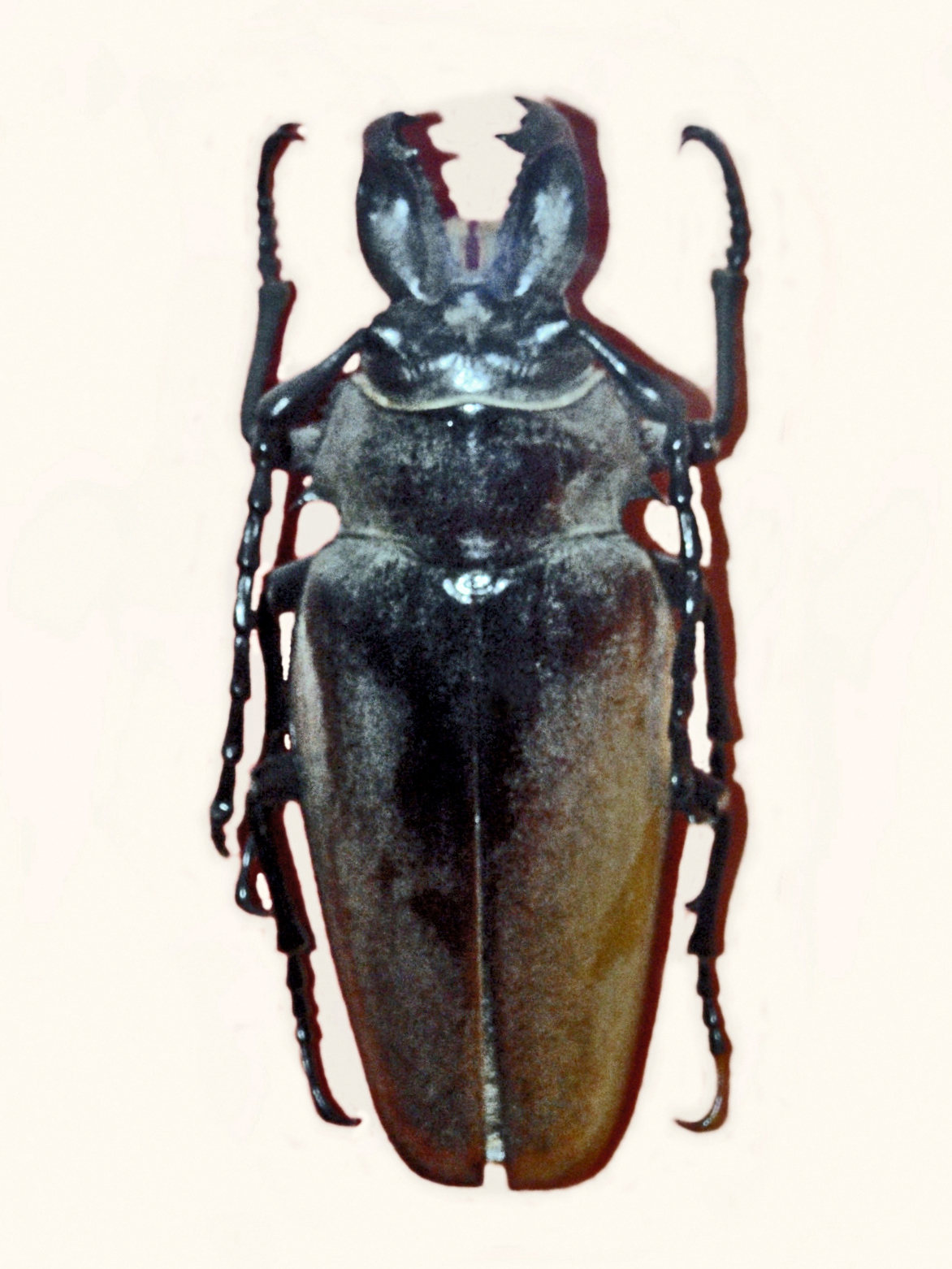
タテヅノクワガタモドキ

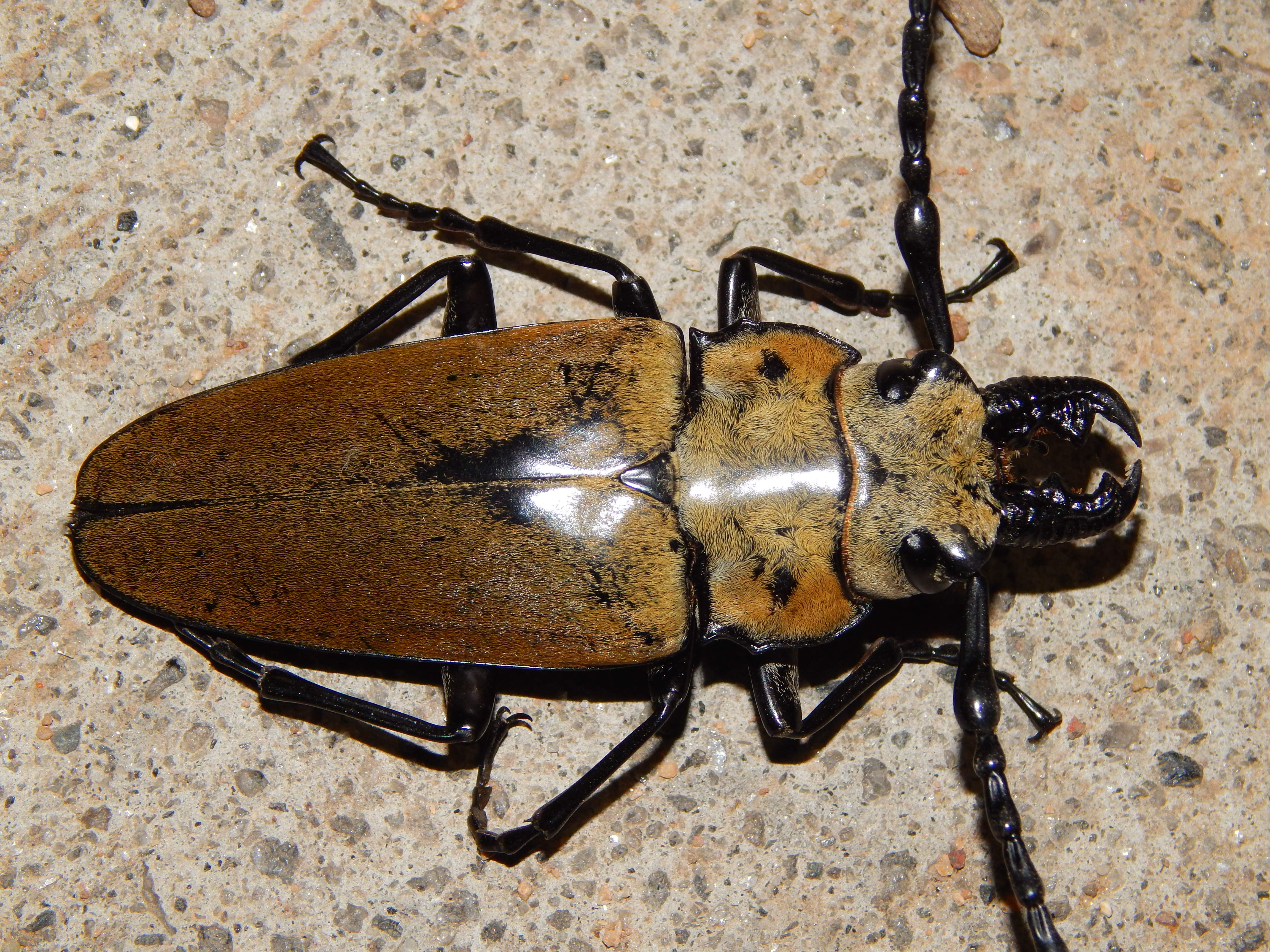
グライクワガタモドキ

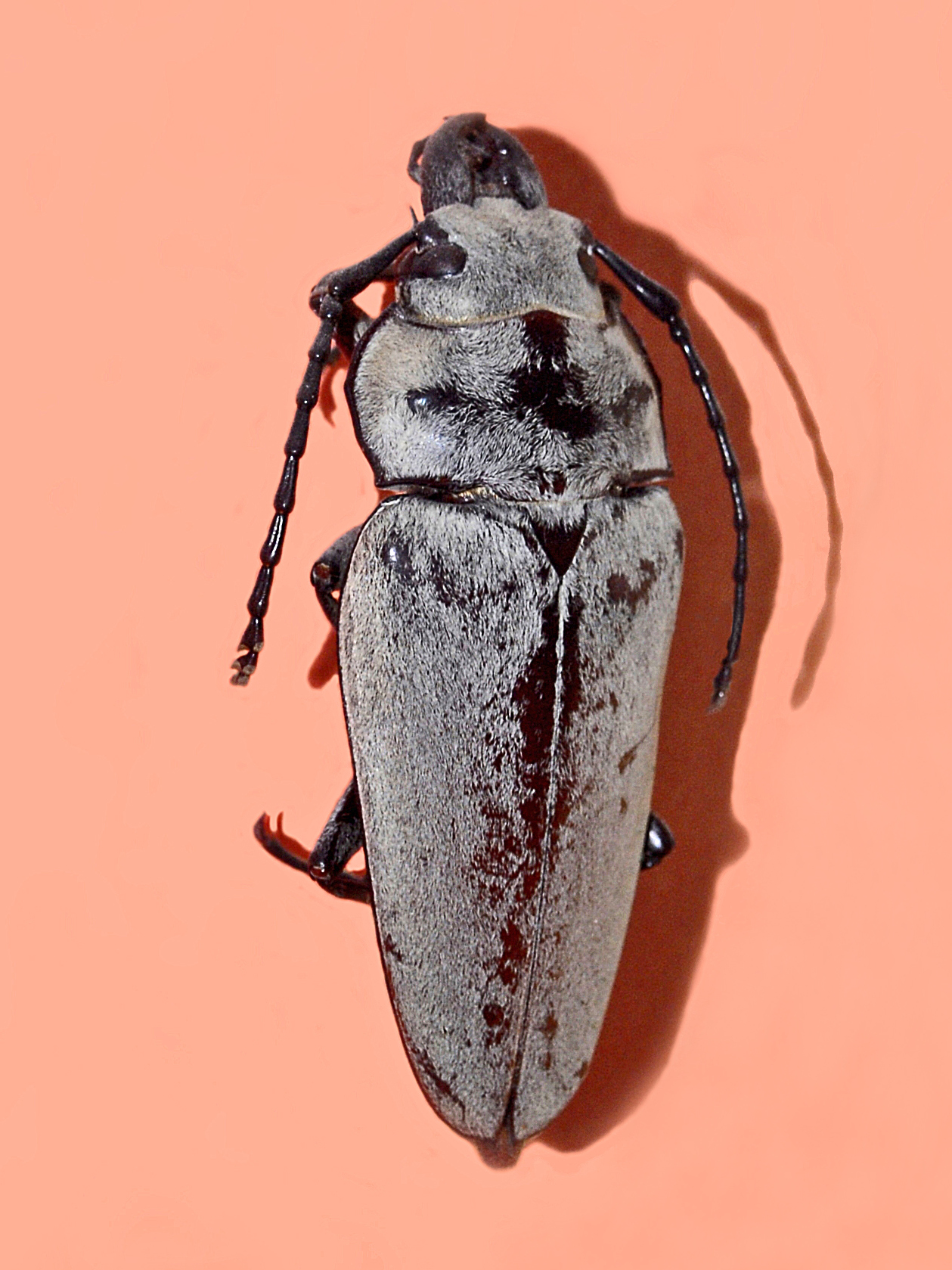
チルドレンンニクワガタモドキ

クワガタモドキ（擬鍬形　Trictenotomidae.）とは、甲虫目クワガタモドキ科の甲虫の総称。

## 分布
中国南部、台湾など東南アジア、インド周辺の地域にだけ見られる珍しい甲虫類で、日本には生息していない。大型の甲虫類としては珍しい少数派ともいえるグループで、現在までにおよそ15種類ほどしか見つかっていない。

## 特徴
クワガタムシとカミキリムシの2つの特徴を併せ持ったように見えて、ノコギリカミキリ類とは大顎が、全身に薄い毛が生えて覆われるのはミヤマクワガタ類にも似ている。性的特性で、オスの方がメスよりも大顎が大きくなるのも似ている。
身体付きと長い触角はカミキリムシ、前に突き出た内歯がある大顎と、符節が膨らんでいない脚部はクワガタムシに似ているが、どちらのグループとも、同じ甲虫類である以外には近い種類とは言い難く、近い系統ではキカワムシ科とされている。

## 生態
これまで詳しい生態は不明だったが、2019年に台湾の研究者達によって、成虫が針葉樹に産卵し、幼虫は肉食性で針葉樹の中で他の虫を襲って食べて、時に共食いも行いながら成長していくというのが、カミキリムシやクワガタムシ（例外的な共食いを除いて）と大きく異なっている。
成虫は樹液を舐めるとされる。

## 種類
本属は、タテヅノクワガタモドキ属Autocratesと、クワガタモドキ属Trictenotomaに分けられる。

### タテヅノクワガタモドキ属
タテヅノクワガタモドキ　Autocrates aeneus　Parry, 1847　
タイに生息する大型種で、オスで最大80mm以上になり、大顎がオウゴンオニクワガタとオニクワガタにマルバネクワガタ類を足して3で割ったような形状で、上方へやや反り返る。
オーベルトチューリクワガタモドキ　Autocrates obertheuri　Vuillet, 1910　
中国南部の雲南省に生息し、前種と異なり、縦縞状に毛が生える。
ビタリシクワガタモドキ　Autocrates vitalisi　 Vuillet, 1912　
ペンチのような大顎を持ち、全身が金色の微毛で覆われている種。疲弊すると抜け落ちていく。

### クワガタモドキ属
フォルモサナクワガタモドキ  Trictenotoma formosana　Kreische, 1920 
台湾に生息し、普通に「クワガタモドキ」とも呼ばれる。本属の生態が明らかになったのは、この種の研究･飼育から。
グライクワガタモドキ　Trictenotoma grayi　 Smith, 1851　
インド南部に生息する同じく金色の毛に覆われた種。大顎は前種のように上方へ反り返ることは無い。
チルドレンニクワガタモドキ  Trictenotoma templetonii　Gray, 1832
マレーシア、ミャンマー、ボルネオ、タイ、インドネシア、ベトナム、中国に生息する。体長55～66mmほど。
テンプルトーニクワガタモドキ　Trictenotoma・templetoni　Westwood, 1848　
スリランカに生息する。
ダヴィディクワガタモドキ  Trictenotoma davidi Deyrolle, 1875　
ベトナムに生息する。
ウェストウッドクワガタモドキ　Trictenotoma westwoodi　Deyrolle, 1875　
黃色い体毛で覆われた種。
モーホッティクワガタモドキ　Trictenotoma mouhoti　Deyrolle, 1875　
インドシナ半島に生息。フォルモサナクワガタモドキに似ている。　
ミニスゼッチクワガタモドキ　　Trictenotoma mniszechi　Deyrolle, 1875　
ランズベルギィクワガタモドキ　 Trictenotoma lansbergi　Dohrn, 1882　
シンダレラクワガタモドキ 　Trictenotoma cindarella Kreische, 1921 